# Évêché titulaire de Sléibhte
Slebte, ou Sléibhte, est un diocèse titulaire de l'Église catholique romaine en Irlande. 

## Origine
Il tire son origine du village de Sléibhte, situé en Irlande, dans l'actuel comté de Laois. Le diocèse est érigé au Ve siècle à partir d'un monastère fondé par Saint Fiacc (en), un moine consacré par saint Patrick au Ve siècle, et mort vers 520. Selon la tradition de l'Église irlandaise, saint Fiacc exerçait les fonctions d'abbé-évêque. Puis l'évêché a été déplacé à Leighlin au VIIe siècle, qui aujourd'hui fait partie du diocèse de Kildare et Leighlin.

## Aujourd'hui
Depuis 1969, Slebte est compté parmi les évêchés titulaires de l'Église catholique. L'évêque titulaire actuel est Stephen Chirappanath (de), également visiteur apostolique pour les fidèles syro-malabars vivant en Europe.

## Liste des évêques titulaires
- Paul Schruers (25 avril 1970 - 15 décembre 1989)
- Terrence Thomas Prendergast (22 février 1995 - 30 juin 1998)
- Józef Wesołowski (3 novembre 1999 - 21 août 2013)
- Stephen Chirappanath (de) (28 juillet 2016 - )

## Source
- (it) Cet article est partiellement ou en totalité issu de l’article de Wikipédia en italien intitulé « Sede titolare di Slebte » (voir la liste des auteurs).